# Голембиовский, Александр Николаевич
Александр Николаевич Голембиовский (род. 16 июня 1946, Горький) — советский хоккеист, нападающий.

## Биография
Воспитанник горьковского «Торпедо». В 1965 году переехал в Киев, где вошёл в первый состав клуба «Динамо» Киев. За него и «Сокол» провёл девять сезонов.
Победитель хоккейного турнира зимней Универсиады 1968.